# Youga
Ne doit pas être confondu avec Youga-Peulh.
Youga est une localité située dans le département de Zabré de la province du Boulgou dans la région Centre-Est au Burkina Faso.

## Géographie
Youga se trouve à 25 km au sud-est de Zabré, le chef-lieu du département, et à seulement 2 km à l'ouest de la frontière ghanéenne dont elle constitue la dernière localité burkinabè sur la route nationale 29 qui traverse la localité.

## Démographie
| 2003  | 2006  | 2012 |
| ----- | ----- | ---- |
| 1 018 | 1 153 | -    |

En 2006, sur les 1 153 habitants du village – regroupés en 221 ménages – 50,04 % étaient des femmes, près 45,6 % avaient moins de 14 ans, 49,6 % entre 15 et 64 ans et environ 4,8 % plus de 65 ans.

## Économie
L'économie de Youga est fortement liée à l'exploitation industrielle de l'importante mine d'or, l'une des plus grosses du pays, située au nord de son territoire.

## Santé et éducation
Youga accueille un centre de santé et de promotion sociale (CSPS) tandis que le centre médical avec antenne chirurgicale (CMA) se trouve à Zabré et que le centre hospitalier régional (CHR) est à Tenkodogo .
Le village possède une école primaire publique.